# 釈迦院駅
釈迦院駅（しゃかいんえき）は、かつて熊本県下益城郡砥用町（現・美里町）にあった熊延鉄道の駅（廃駅）である。

## 歴史
- 1932年（昭和7年）12月25日：熊延鉄道甲佐 - 砥用間開業に伴い開業。
- 1964年（昭和39年）3月31日：熊延鉄道廃線に伴い廃止。

## 駅構造
駅舎側に単式ホーム1面1線の旅客用ホーム、引き込み線側にも貨物用のホームを有する地上駅であった。駅舎は廃止まで半分民家に転用されて、切符等は委託販売をしていた。

## 現在
旅客用ホーム側の線路後は町道に転用されているが、旅客用ホームが伺うことが出来る。当時の駅名標も存在しており、駅舎跡に建っている民家の軒先に掲げている。
貨物用ホームは現存しており、線路跡は消防団の小屋と小さな公園となっている。

## 隣の駅
熊延鉄道
佐俣駅 - 釈迦院駅 - 砥用駅